# Dracocephalum argunense
Dracocephalum argunense là một loài thực vật có hoa trong họ Hoa môi. Loài này được Fisch. ex Link mô tả khoa học đầu tiên năm 1822.

## Hình ảnh

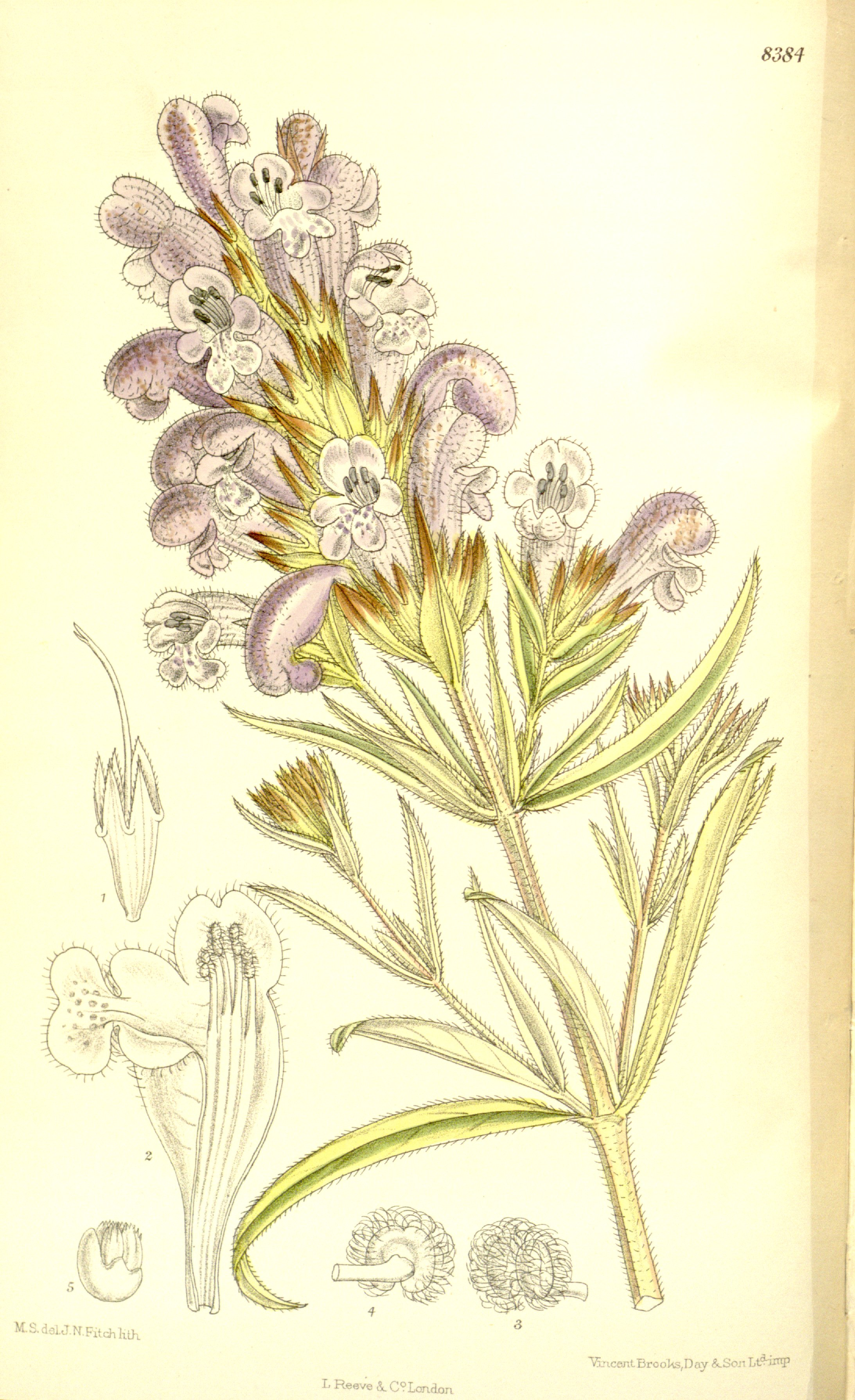
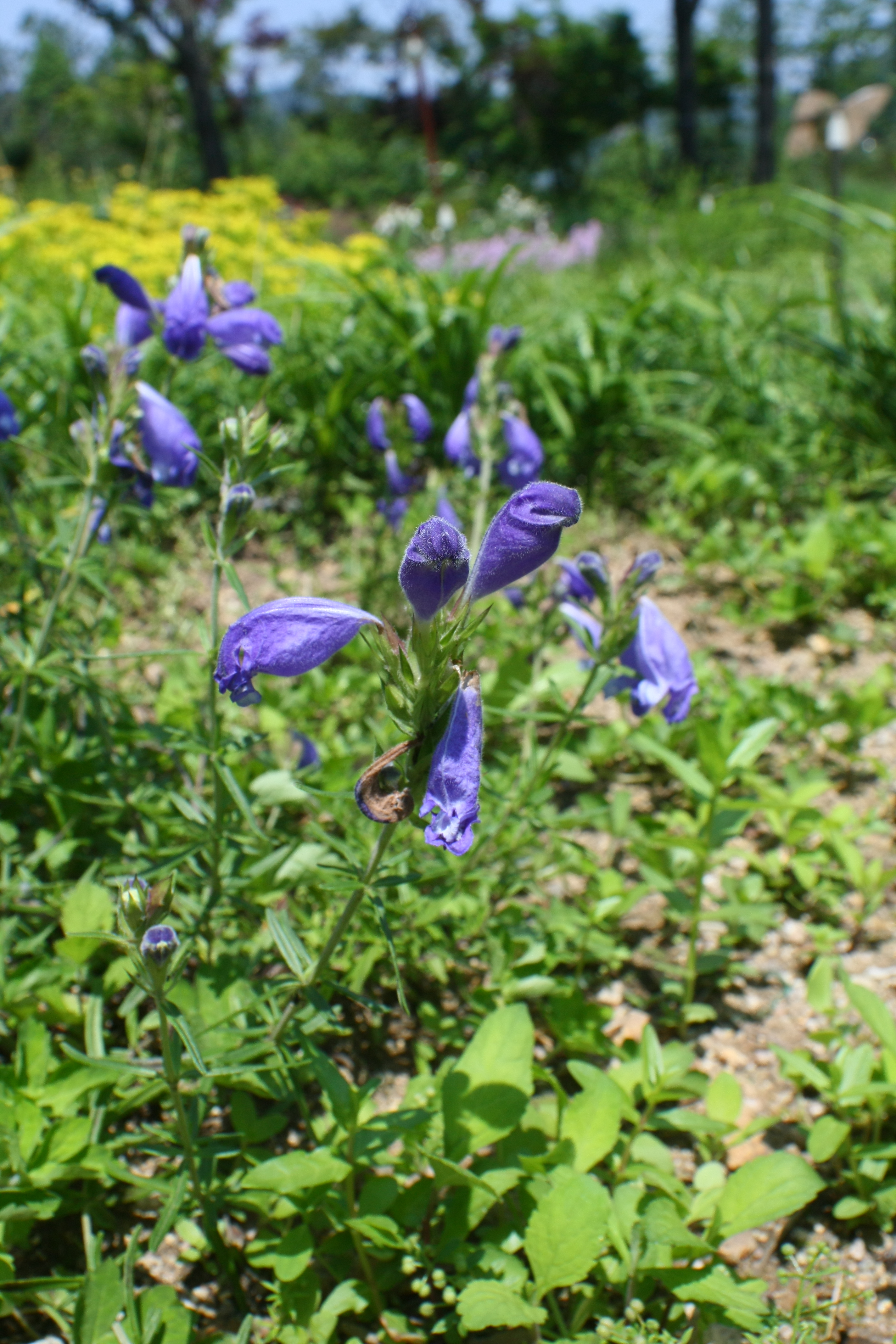
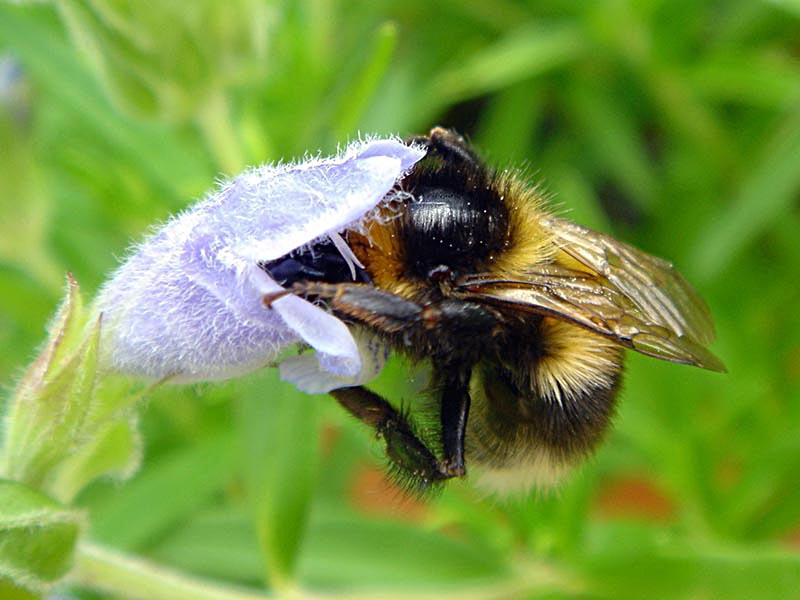
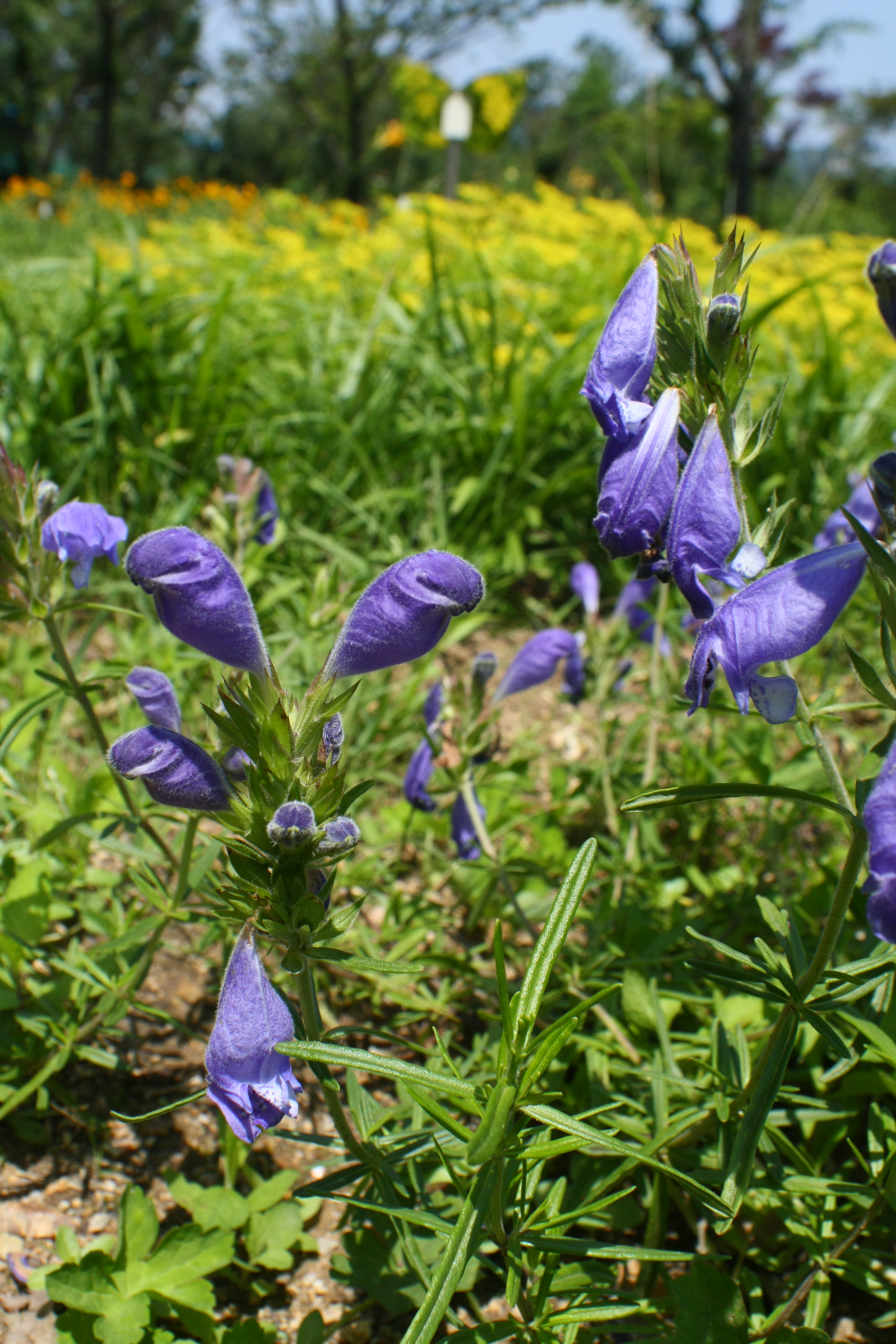